# Pohu
Pohu (kinesiska: 坡胡, 坡胡镇) är en köping i Kina. Den ligger i provinsen Henan, i den centrala delen av landet, omkring 61 kilometer söder om provinshuvudstaden Zhengzhou. Antalet invånare är 50 162. Befolkningen består av 24 347 kvinnor och 25 815 män. Barn under 15 år utgör 20,0 %, vuxna 15-64 år 69 %, och äldre över 65 år 10,0 %.
Genomsnittlig årsnederbörd är 710 millimeter. Den regnigaste månaden är juli, med i genomsnitt 149 mm nederbörd, och den torraste är januari, med 4 mm nederbörd.